# Alexander Krieger
Alexander Krieger (ur. 28 listopada 1991 w Stuttgarcie) – niemiecki kolarz szosowy.

## Osiągnięcia
Opracowano na podstawie:
2017
- 3. miejsce w Midden-Brabant Poort Omloop

2018
- 2. miejsce w Tour de Normandie

2019
- 2. miejsce w Midden-Brabant Poort Omloop

2020
- 3. miejsce w mistrzostwach Niemiec (start wspólny)
- 2. miejsce w Paryż-Chauny

## Rankingi
| Rok             | 2011  | 2012 | 2013 | 2014 | 2015 | 2016 | 2017 | 2018 | 2019 | 2020 | 2021  | 2022  | 2023  |
| --------------- | ----- | ---- | ---- | ---- | ---- | ---- | ---- | ---- | ---- | ---- | ----- | ----- | ----- |
| World Ranking   |       |      |      |      |      | 950. | 364. | 154. | 875. | 108. | 1390. | 1881. | 1008. |
| UCI Europe Tour | 1204. | 675. | -    | 144. | 672. | 628. | 176. | 41.  | 637. | 91.  | 989.  | 1212. | -     |
|                 |       |      |      |      |      |      |      |      |      |      |       |       |       |
| Źródło: UCI     |       |      |      |      |      |      |      |      |      |      |       |       |       |